# Chelura terebrans
Chelura terebrans är en kräftdjursart som beskrevs av Philippi 1839. Chelura terebrans ingår i släktet Chelura och familjen Cheluridae. Arten är reproducerande i Sverige. Inga underarter finns listade i Catalogue of Life.